# There Are No Saints
Pour les articles homonymes, voir Jésuite.
 (mai 2022).
Si vous disposez d'ouvrages ou d'articles de référence ou si vous connaissez des sites web de qualité traitant du thème abordé ici, merci de compléter l'article en donnant les références utiles à sa vérifiabilité et en les liant à la section « Notes et références ».
Pour plus de détails, voir Fiche technique et Distribution.
There Are No Saints est un film d'action mexicano-américain d'Alfonso Pineda Ulloa, sorti en 2022.

## Synopsis
Au Mexique, de sortie de prison, un homme emprisonné par erreur se venge des personnes qui ont assassiné sa femme et enlevé son fils.

## Fiche technique
- Titre original : There Are No Saints
- Réalisation : Alfonso Pineda Ulloa
- Scénario : Paul Schrader
- Direction artistique : Iñigo Navarro
- Décors :
- Costumes :
- Photographie : Mateo Londono
- Montage : Dan Lebental
- Musique : Heitor Pereira
- Son :
- Production : Santiago Garcia Galvan, Alex Garcia et Jose Martinez, Jr.
- Sociétés de production : BN Films, Itaca Films et Open Window Productions
- Sociétés de distribution :
- Budget :
- Pays d'origine :  Mexique,  États-Unis
- Langue originale : anglais
- Format : couleur - 35 mm - 2,35:1 - son Dolby numérique
- Genre : Film d'action
- Durée :
- Dates de sortie
  - États-Unis : 27 mai 2022

## Distribution
- José María Yazpik (es) (VF : Michaël Cermeno) : Neto Niente
- Shannyn Sossamon (VF : Fanny Gatibelza) : Inez
- Paz Vega (VF : Magali Mestre) : Nadia Niente
- Neal McDonough (VF : Olivier Valiente) : Vincent
- Ron Perlman : señor Sans
- Tim Roth (VF : Éric Bonicatto) : Carl Abrahams
- Tommy Flanagan (VF : Jean-Didier Aïssy) : Jet Rink
- Karla Souza (VF : Cécilia Debergh) : Collie
- Gustavo Sánchez Parra : Bailarin
- Keidrich Sellati (en) (VF : Héloïse Chettle) : Julio Niente